# VUメーター

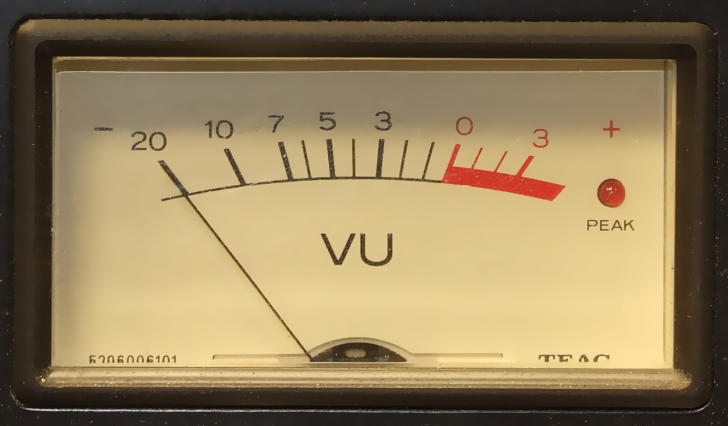
ピーク表示用LED付きVUメーター

VUメーター（ブイユーメーター、VU Meter）とは音響機器に於いて音量感を指示するための測定器である。1939年にベル研究所及びCBS、NBCにより通信線路の基準レベルを監視するために開発された。VUとは英語のvolume unit（音量の単位）のこと。

## 開発当時の定義
インピーダンス600 Ωの負荷回路へ1 kHzの正弦波を加えて1 mWの電力を消費したときの出力電圧を0 dBmとし、+4 dBmを0 VUとするが、業界によってちがう。
VUメーターの指示範囲は-20から+3で単位はdBである。（変動する）信号電圧に対し針が指示値に位置するまでの所要時間は300 msecである。この遅れは原理的に電圧の最大値（いわゆるピークレベル）を示せないことを意味し、連続した正弦波を加えた場合は（そのピークレベルを示さず）ほぼ平均値に等しい値を指示する。

## VUメーターの規格
VUメーターに関する規格として ANSI C16.5-1942, British Standards BS 6840, そしてIEC 60268-17がある。かつて日本にもJIS C 1504-1976があったが、1993年に廃止された。

## VUメーターの特性
VUメーターは、定義では特性インピーダンス600 Ωの音声周波信号を扱う伝送路において、音声信号のレベルを、新たに設けたVU（Volume Unit）という単位で指示するための音量計である。
VUは、以下のようになる。
| 目盛り表記（VU） | 入力電圧（dBm） | 許容差（db） |
| ---------------- | --------------- | ------------ |
| -20              | -16             | -            |
| -10              | -6              | ±0.6         |
| -7               | -3              | ±0.5         |
| -5               | -1              | ±0.4         |
| -3               | +1              | ±0.3         |
| -2               | +2              | ±0.2         |
| -1               | +3              | ±0.2         |
| 0                | +4              | ±0.2         |
| +1               | +5              | ±0.2         |
| +2               | +6              | ±0.2         |
| +3               | +7              | ±0.2         |

VUメーターは、全波整流器付きの電圧計、特性インピーダンスが一定になるような可変アッテネーター、外部直列抵抗の3つの構成要素から作られている。
VUメーターの特性インピーダンスは7500 Ω±3%が望ましい
VUメーターの指示範囲は-20 VUから+3 VUである。無信号のあと、0 VUにあたる1 KHz正弦波信号を入力した場合、針が0 VUの99％の点を通過するまでの時間は300 ms、誤差±30 msである。針は必ず0 VUの点を超え、最低でも1％を超え、しかし最高でも1.5％に達しないオーバーシュートを発生する。
戻り時間は応答速度と大きく違わないこととする。

### 注記
1. ↑  ヴィー・ユーと発音する。なお、IEC 60268−17 ed.1.0ではvuは小文字で書くよう指定されているが、JIS C 1504-1976では"VUメーター"のように大文字となっている。
2. ↑  入力電圧（dBm）は600 Ωに対する1 mWを示す電圧（0.775 V）を0 dbとしたもの。なお値はdBu（dBv）と同じであるが、こちらは600 Ω1 mWとは直接結びつかない、電圧のレベル表現である。デシベル#絶対量としてのデシベル
3. ↑  JIS 1504-1976では外部直列抵抗（3600 Ω）を除いたメーターの特性インピーダンスが3900 Ω±200 Ωと規定されている[6]。

### 参照
1. ↑  IEC 1990, § 1.
2. ↑  日本規格協会 1976, § 1.
3. ↑  日本規格協会 1976, § 表1.
4. ↑  IEC 1990, § 2.2.
5. 1 2  IEC 1990, § 12.
6. ↑  日本規格協会 1976, § 6.3.
7. ↑  日本規格協会 1976, § 6.1.
8. ↑  IEC 1990, § 10.